# Qatar ExxonMobil Open 1996
Відкритий чемпіонат Катару 1996 (також відомий як Qatar ExxonMobil Open 1996 за назвою спонсора) — 4-й чоловічий тенісний турнір, який відбувся з 1 по 7 січня в місті Доха (Катар) на відкритих твердих кортах у Міжнародному центрі тенісу і сквошу Халіфа. Був одним зі змагань Світової серії як частини Туру ATP 1996. 

## Переможці

### Одиночний розряд
Петр Корда —  Юнес Ель-Айнауї 7–6(7–5), 2–6, 7–6(7–5)

### Парний розряд
Марк Ноулз /  Деніел Нестор —  Якко Елтінг /  Паул Гаргейс 7–6, 6–3
- Для Ноулза це був перший титул за рік і п'ятий загалом за його кар'єру. Для Нестора це був перший титул за рік і третій загалом за його кар'єру.